# Korinthenkacker
Korinthenkacker ist ein abwertend gebrauchter Ausdruck für einen als kleinlich oder pedantisch erlebten Menschen. Als Synonyme führt der Duden Pedant und Bürokrat an. Die metaphorisch zu verstehende Wortbildung des Kompositums nimmt Bezug auf kleinbeerige Rosinen, die Korinthen (getrocknete Weinbeeren der Rebsorte Korinthiaki).

## Bedeutung
Mit dem pejorativ gebrauchten Ausdruck werden zumeist Personen belegt, deren Vorgehensweise dem Sprecher hinderlich zu sein scheint, ihm jedoch weder formal angreifbar noch inhaltlich widerlegbar erscheint. Aus Sicht desjenigen, der den Ausdruck einsetzt, will der Korinthenkacker Dinge bis ins Kleinste beschreiben oder regeln. Dabei können die Darstellungen und Sichtweisen durchaus richtig sein, doch wirken sie als übermäßige Pedanterie – oder eben Korinthenkackerei (Betonung auf -erei) – und werden oftmals als rechthaberisch empfunden.

## Verbreitung und Synonyme
Der Ausdruck ist im gesamten deutschen Sprachraum bekannt. Regional verbreitete Ausdrücke mit ähnlicher Bedeutung sind beispielsweise Krümelkacker, Erbsenzähler, Beckmesser, Griffelspitzer und (in Südbaden und der Schweiz) Dippelschisser, Tüpflischisser oder Pünktlischiesser. In Österreich wird daneben der Ausdruck i-Tüpferl-Reiter verwendet. Modellbauer sprechen auch vom Nietenzähler. In Franken kennt man den Korinthenkacker unter dem Begriff Dibferlasscheißer.
Ins Niederländische übertragen hat das Wort eine andere Denotation. Hier ist mit  Krentenkakker – als wörtlicher Übersetzung von „Korinthenkacker“ – eher ein geiziger Mensch gemeint, wohingegen ein pedantischer Mensch als Muggenzifter („Mückensieber“) oder als Mierenneuker („Ameisenficker“) herabgewürdigt wird, ähnlich dem Flueknepper („Fliegenficker“) im Dänischen oder dem Pilkunnussija („Kommaficker“) im Finnischen. Das englische nitpicker bezieht sich nicht auf Niet, sondern Nissen (Eihüllen von Läusen).

## Literarische und cineastische Anwendungen
- In Michael Endes Buch Der satanarchäolügenialkohöllische Wunschpunsch aus dem Jahr 1989 gibt es eine Figur namens Büchernörgele, das als „ein besonders scheußliches kleines Monster, [...] im Volksmund auch Klugscheißerchen oder Korinthenkackerli genannt“, beschrieben wird. Die begleitende Illustration von Regina Kehn ist deutlich angelehnt an ein Porträt von Marcel Reich-Ranicki.
- Ein 1967 gedrehter Klamaukstreifen mit dem Schauspieler Louis de Funès unter der Regie von Edouard Molinaro mit dem Originaltitel Oscar trug in den deutschsprachigen Ländern den Verleihtitel Oscar, der Korinthenkacker. (siehe hierzu das Filmplakat)